# 水上竜子
水上 竜子（みずかみ りゅうこ、1943年12月31日 - ）は、日本の元女優。福岡県出身。

## 人物
- 東映ニューフェイス第10期生として、1961年に女優デビュー[1]。
- 芸名の名付け親は当時の東映の社長[1]。

## 出演作品

### 映画
- 赤いネオンに霧が降る（1961年） - 宮本則子
- 宇宙快速船（1961年） - 谷川洋子
- 霧と影（1961年） - 良子
- 南太平洋波高し（1962年） - 洋子
- あの空の果てに星はまたたく（1962年） - 宮川君枝
- 警視庁物語 謎の赤電話（1962年） - 令子
- 海軍（1963年） - 谷キタ
- わが恐喝の人生（1963年） - 三宅貞子
- 東京アンタッチャブル 売春地下組織（1964年） - 木下和代
- 警視庁物語 行方不明（1964年） - 西田美代
- 刑事（1964年） - 田村友子
- 黒い猫（1965年） - 千鶴
- 明治侠客伝 三代目襲名（1965年） - 秀奴
- 昭和残侠伝（1965年） - 風間美代
- 喜劇 駅前番頭（1966年） - メアリー
- 三匹の牝猫（1966年） - 斎田みどり
- にっぽん親不孝時代（1968年） - 朱実
- 日本侠客伝 花と龍（1969年）
- 怪談累が渕（1970年） - お久
- 日本一のワルノリ男（1970年） - 三島良恵
- 内海の輪（1971年） - 寿夫の女
- 蜘蛛の湯女（1971年） - お滝
- 俺の選んだ女（1976年） - 女給風の女

### テレビドラマ
- テレビ・ルーテル・アワー「山の宿」（1966年、NET/日本ルーテル・アワー） - 恵子
- 愛妻くんこんばんは
- アイフル大作戦
- 青空にとび出せ!
- いただき勘兵衛 旅を行く
- 一心太助 第16話「銭ゲバ親子奮闘記」（1972年、フジテレビ / 国際放映） - お新
- 右門捕物帖
- 江戸川乱歩シリーズ 明智小五郎
- 江戸の渦潮
- 江戸の旋風
- 大江戸捜査網（1970-84年、東京12ch→テレビ東京 / 日活，三船プロ，ヴァンフィル）
  - 第24話「第1シリーズ；殺人予告一番纏」（1971年3月13日）- 登勢
  - 第80話「第2シリーズ；兄と妹の詞」（1972年9月30日）- お葉
  - 第128話「第3シリーズ；裏切りの報酬」（1974年3月2日）- お新
  - 第142話「第3シリーズ；殺意無き殺人」（1974年6月8日）-　小早川きわ
  - 第187話「第3シリーズ；血を呼ぶ鬼同心」（1975年4月19日）-
  - 第385話「第3シリーズ；純愛に賭けた色事師」（1979年3月31日）-
- 狼・無頼控
- 夫よ男よ強くなれ
- 鬼平犯科帳（1969年、NET / 東映）
  - 第26話「井筒屋おもん」（1970年3月31日） - おもん
- オレとシャム猫
- レモンの天使 第7話「涙の戴帽式」（1971年、フジテレビ/東宝）- 杉谷
- 荒野の用心棒 第17話「死の谷に必殺弾が走って…」（1973年、NET / 三船プロ） - 流れ星のお京
- 影同心
  - 影同心 （お仙）
  - 影同心II （おうめ）
- 伝七捕物帳 101話「女ごころいたずら覚書」（1976年、NTV）- お駒
- 火曜サスペンス劇場
- 影の車
- 空手三四郎
- キイハンター
- 傷だらけの天使
- 刑事
- 結婚、結婚、結婚
- ご存知遠山の金さん
- さむらい飛脚
- 37階の男
- 事件狩り
- 新三匹の侍 第11話「夜光珠が哭いている」（1970年） - お京
- 素浪人 花山大吉
- 銭形平次（大川橋蔵版）
- 戦友
- 大非常線
- 鉄道公安36号
- 天を斬る
- 伝七捕物帳（1979年、テレビ朝日）（お竜、お駒他）
- 東京コンバット
- 東京バイパス指令
- 遠山の金さん 杉良太郎版 第１シリーズ 第61話「浪花の仇を江戸で討て！」（1976年、NET/東映）-花乃屋女将お紺
- 遠山の金さん捕物帳
- 徳川おんな絵巻（おしの）
- 特ダネ記者
- 特別機動捜査隊（中沢のり子、ほか）
- 特命捜査室
- 土曜日の虎
- 日本怪談劇場 第11話「怪談 耳なし芳一」（1970年、12ch）- 海女加代
- 日本剣客伝
- 眠狂四郎
- バーディ大作戦
- 幡随院長兵衛お待ちなせえ
- 必殺仕置屋稼業 第13話「一筆啓上 過去が見えた」（1975年、ABC / 松竹） - おしん
- 姫君捕物控（1972年、日本テレビ / ユニオン映画）
- プレイガール
- プロファイター
- 待っていた用心棒
- 三日月情話（髙木律子）
- 破れ奉行（おえん）
- 嫁の縁談

### 特撮
- ウルトラセブン 第4話「マックス号応答せよ」（1967年） - 反重力宇宙人ゴドラ星人人間体
- バンパイヤ（1968年 - 1969年） - ロック（変装体）
- 仮面ライダー（1971年）
  - 第5話「怪人かまきり男」 - 雨宮ちか子
  - 第34話「日本危うし! ガマギラーの侵入」 - 門前絹子
- 人造人間キカイダー 第12話「残酷 魔女シルバーキャット」（1972年） - シルバーキャット人間態